# Adolphus William Ward

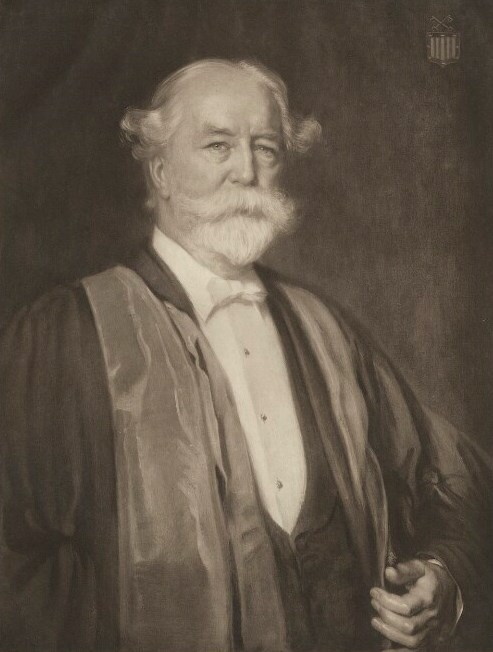
Sir Adolphus William Ward.

Adolphus William Ward, född den 2 december 1837 i Hampstead, död den 19 juni 1924, var en engelsk historiker och litteraturhistoriker. Han var son till diplomaten 
John Ward. 
Ward fick sin första uppfostran i Tyskland, studerade sedan i Cambridge och blev 1866 professor i historia och engelsk litteratur vid Owen's College i Manchester. Han var 1890–1897 denna högskolas rektor. Sedan 1900 var Ward "master of Peterhouse" vid Cambridges universitet. Han var 1899–1901 president i Royal Historical Society och 1911–1913 i British Academy. År 1913 erhöll han knightvärdighet. Han var 1901–1902 vicekansler vid Cambridges universitet.
Ward var synnerligen produktiv som både historisk och litteraturhistorisk skriftställare. Hans främsta litteraturhistoriska verk är History of English Dramatic Literature in the Age of Queen Anne (1875; reviderad upplaga i 3 band, 1899). Han utgav Popes Poetical works (1869) och Crabbes Poems (2 band, 1905–1906), skrev populära biografier för serien English Men of Letters över Chaucer (1880) och Dickens (1882) samt var en av utgivarna av och de flitigaste medarbetarna i samlingsverket Cambridge History of English Literature (från 1907). Dessförinnan intog han samma ställning till det stora historiska samlingsverket Cambridge Modern History. 
Bland Wards många historiska arbeten kan nämnas The House of Austria in the Thirty Years War (1869), handboken The Counter-Reformatìon (1888), Sir Henry Wotton (1897), Great Britain and Hanover (1899), The Electress Sophia and the Hanoverian Succession (1903; 2:a upplagan 1909), och det, enligt Verner Söderberg i Nordisk Familjebok, "af grundliga studier, objektivitet och rättvisa präglade" arbetet Germany 1815–1890 (3 band, 1916–1918). 
Ward utgav dessutom en engelsk översättning av Curtius stora Griechische Geschichte (5 band, 1868–1873).  Bland hans arbeten kan ytterligare nämnas Collected Papers: Historical, Literary, Travel and Miscellaneous (5 band, 1921–1922). Tillsammans med G.P. Gooch utgav Ward samlingsverket "Cambridge History of British Foreign Policy" (3 band; 1922–1923; behandlar tiden 1783–1919), till vilket han även bidrog med inledningskapitlet och några andra partier.